# SPSS Modeler
IBM SPSS Modeler 是 IBM 公司的一款数据挖掘与预测分析软件。用户可以通过可视化的界面来调用决策树（ID3）和神经网络（BP）等统计和数据挖掘算法建立预测模型，而不必进行编程，也不必知道这些算法的内在原理，从而降低了数据分析工作的难度。

## 产品历史
1992 年起，英国 ISL 软件公司（Integral Solutions Limited）与英国萨塞克斯大学的人工智能研究者合作，进行数据挖掘工具的开发。开发者将该软件命名为 Clementine，并于 1994 年 6 月 9 日发布了 Clementine 的第一个正式版本。该软件的最初版本运行在 Unix 平台上，大部分代码以 Poplog 环境中的 POP-11 语言写成，一些对速度要求较高的组件（例如神经网络引擎）则由C语言写成。为了赢得更广阔的市场空间，ISL 随后通过 NutCracker（MKS Toolkit）软件包将 Poplog 环境移植到了微软 Windows 平台，使得该软件能在 Windows 上运行。
Clementine 是世界上首款采用图形用户界面（GUI）的数据挖掘工具；在此之前，用户必须通过编程的方式来进行数据挖掘。因此，该软件一经推出便得到了尚处在发展早期的数据挖掘领域的关注。同时，该软件支持「表达式操作控制语言（CLEM）」，专业用户可以继续选择编程的方式来对数据进行建模和分析。
1998 年底，SPSS 公司看到了该软件作为商业数据挖掘工具的扩展潜力，收购了 ISL 公司并继续对其进行开发，收购后的软件被称为 SPSS Clementine。 在 2000 年初，软件被重新组织为客户端-服务器（C/S）架构，随后客户端的前端界面用 Java 完全重写，以期能与 SPSS 旗下的其他数据分析工具更紧密的结合起来。
2008 年，SPSS 将该软件包重新命名为 SPSS PASW Modeler。翌年，IBM 收购了 SPSS 公司，将该产品命名为 IBM SPSS Modeler，这一名称延续至今。目前最新的版本是 2017 年 6 月发布的 IBM SPSS Modeler 18.1。